# Okriplasmin
Okriplasmin (Jetrea) je rekombinantna proteaza koja deluje na fibronektin i laminin, komponente vitreoretinalnog interfejsa. Ovaj enzim se koristi za lečenje simptomatičke vitreomakularne adhezije. FDA je odobrila ovaj lek oktobra 2012. On deluje putem razlaganja proteina koji vezuju staklasto telo za žutu mrlju, što dovodi do posteriornog odvajanja staklastog tela od retine.

## Spoljašnje veze
|  | Molimo Vas, obratite pažnju na važno upozorenje u vezi sa temama iz oblasti medicine (zdravlja). |